# Секежиньце
Секжи́ньце (пол. Siekierzyńce) — село в Польщі, у гміні Долобичів Грубешівського повіту Люблінського воєводства. Населення — 31 особа (2011).

## Історія
6-15 липня 1947 року під час операції «Вісла» польська армія виселила зі села на приєднані до Польщі північно-західні терени 4 українців. У селі залишилося 5 поляків.
У 1975—1998 роках село належало до Замойського воєводства.

## Демографія
Демографічна структура станом на 31 березня 2011 року:
|          | Загалом | Допрацездатний вік | Працездатний вік | Постпрацездатний вік |
| -------- | ------- | ------------------ | ---------------- | -------------------- |
| Чоловіки | 15      | 3                  | 8                | 4                    |
| Жінки    | 16      | 0                  | 7                | 9                    |
| Разом    | 31      | 3                  | 15               | 13                   |